# 不鏽鋼
不锈钢，也称为不锈耐酸钢、水铜铁，台語也稱為白鐵仔；在冶金學中，是指在大气和酸、碱、盐等腐蚀性介质中，呈现钝态、耐蚀、不生锈，含高铬（常12%~30%）的合金钢，通常另含有鎳、鉬、釩、錳、鎢等元素；而決定不鏽鋼防鏽能力，最重要的金屬元素就是鉻。国际上以重量計算定義，不锈钢是最低铬含量为10.5wt%，最高碳含量为1.2 wt%的合金钢，或鉻含量超過10%的「鐵合金」。此名稱源於它不像普通鋼那樣容易腐蝕生鏽。
如果合金鋼含鉻或其他元素比例很低，則只能在表面形成氧化膜保護而仍會氧化，具有像銅或鋁的防蝕特色，這種鋼材就並非不鏽鋼，而是耐候鋼。鉻與低碳含量相配合，可顯示出明顯的耐腐蚀性和耐热性，還可以加入镍、钼、釩、鈦、鈮、錳、鎢、鋁、銅、氮、硫、磷和硒，使其表面會產生防锈的氧化膜，以提高對特殊環境的耐腐蝕性和抗氧化性，並賦予特殊性能，從而保護鋼材本身受到外界環境中的空氣（尤指氧氣）、水、某些酸、碱的氧化腐蝕。
大多數不锈鋼先在電爐或氧氣頂吹轉爐（轉爐）中熔化，然後在另一煉鋼爐中精煉，主要為了降低碳含量。在氩-氧脱碳法中，將氧和氩的氣體混合物噴入鋼水中。改變氧和氩的比例，通過將碳氧化為一氧化碳而不使昂貴的鉻氧化和損失，來將碳含量降低到控制的水平。因此，在初始的熔化操作中可使用較便宜的原料，如高碳的鉻鐵。

## 历史
1913年哈利·布雷尔利发明了一种马氏体不锈钢并随后使其工业化。1924年eeket研制了一种含铬量更高的不锈钢，相当于铁素体不锈耐酸钢。
1931年，巴德公司制造出世界首架不锈钢飞机。

## 分類

### 晶体结构
不锈钢按照晶体结构分为五大类：奥氏体不锈钢（A1,A2,A3,A4,A5）、铁素体不锈钢（F1）、马氏体不锈钢（C1,C4,C3）、双相不锈钢和沉淀硬化型不锈钢。
- 奥氏体不锈钢（英语：austenitic stainless steel）含有16%－26%铬和35%以下的镍，通常具有最高的耐腐蚀性，不能通过热处理进行强化，并且无磁性；最常见的类型是18/8，或称304级，即含有18%铬和8%镍；典型的用途包括飞机工业、乳制品和食品加工工业。奥氏体不锈钢（A*-50较软/A*-70 适合冷加工/ A*-80具有高强度）
- 铁素体不锈钢（英语：ferritic stainless steel）含有10.5%－27%铬，而不含镍，由于碳含量低（0.2%以下），不能通过热处理进行强化，仅用于防腐蚀要求不高的场合，如建筑和汽车装潢方面。不锈钢（F1-45较软/F1-60适合冷加工）
- 马氏体不锈钢（英语：martensitic stainless steel）通常含有11.5%－18%铬和1.2%以下的碳，有时也含镍，可通过热处理进行强化，具有中等的耐腐蚀性，用于刀具、外科用具、扳手和涡轮机。
- 双相不锈钢（英语：duplex stainless steel）混合了奥氏体和铁素体不锈钢的微观晶体结构，其理想比例为50:50，即使商用产品会采用40:60的比例。通过比奥氏体不锈钢含比例更高的铬（19－32%）和钼（最高5%）以及更低比例的镍来划分。双相不锈钢具有大约两倍于奥氏体不锈钢的屈服强度。相比于304和316不锈钢，其混合型的晶体结构产生了对于氯化物腐蚀的更佳的防腐蚀性。石油和天然气工业是最大的使用者。
- 沉淀硬化型不锈钢（英语：precipitation hardening grade stainless steel）基体为奥氏体或马氏体组织，并能通过沉淀硬化（又称时效硬化）处理使其硬（强）化的不锈钢。

### 抗蚀性
不锈钢按其抗蚀性分：不锈钢（在空气中能抵抗腐蚀）和不锈耐酸钢（在某些化学介质中能抵抗腐蚀）。

### 化学成分
按化学成分可分为高铬不锈钢（如4Cr13、Cr17、Cr28、Cr17Ti 等）、铬镍不锈钢（如0Cr18Ni9Ti、Cr18Ni12Mo2Ti）、铬锰氮不锈钢（如Cr17Mn13Mo2N）。
| 各标准不锈钢号对照表 | 各标准不锈钢号对照表 | 各标准不锈钢号对照表 | 各标准不锈钢号对照表 | 各标准不锈钢号对照表        |
| EN-DIN标准钢号       | EN-标准钢牌号        | ASTM／AISI钢牌号     | UNS编号              | GB-中国国标牌号             |
| -------------------- | -------------------- | -------------------- | -------------------- | --------------------------- |
| 1.4310               | X10CrNi18-8          | 301                  |                      |                             |
| 1.4318               | X2CrNiN18-7          | 301LN                |                      |                             |
| 1.4307               | X2CrNi18-9           | 304L                 | S30403               |                             |
| 1.4306               | X2CrNi19-11          | 304L                 | S30403               | 00Cr18Ni9                   |
| 1.4311               | X2CrNiN18-10         | 304LN                | S30453               |                             |
| 1.4301               | X5CrNi18-10          | 304                  | S30400               | 06Cr19Ni10（GB/T3280-2007） |
| 1.4948               | X6CrNi18-11          | 304H                 | S30409               |                             |
| 1.4303               | X5CrNi18 12          | 305                  |                      |                             |
| 1.4541               | X6CrNiTi18-10        | 321                  | S32100               | 0Cr18Ni11Ti                 |
| 1.4878               | X12CrNiTi18-9        | 321H                 | S32109               |                             |
| 1.4404               | X2CrNiMo17-12-2      | 316L                 | S31603               | 00Cr17Ni14Mo2               |
| 1.4432               | X2CrNiMo17-12-3      | 316L                 | S31603               | 00Cr17Ni14Mo2               |
| 1.4435               | X2CrNiMo18-14-3      | 316L                 | S31603               | 00Cr17Ni14Mo2               |
| 1.4401               | X5CrNiMo17-12-2      | 316                  | S31600               | 0Cr17Ni12Mo2                |
| 1.4436               | X3CrNiMo17-13-3      | 316                  | S31600               | 0Cr17Ni12Mo2                |
| 1.4406               | X2CrNiMoN17-12-2     | 316LN                | S31653               |                             |
| 1.4571               | X6CrNiMoTi17-12-2    | 316Ti                | S31635               |                             |
| 1.4429               | X2CrNiMoN17-13-3     | 316LN                | S31653               |                             |
| 1.4438               | X2CrNiMo18-15-4      | 317L                 | S31703               |                             |
|                      | X10CrNiTi189         | 347                  |                      | 0Cr18Ni11Nb                 |
| 1.4512               | X6CrTi12             | 409                  |                      | 0Cr11Ti                     |
|                      |                      |                      | S41000               | 0Cr13                       |
|                      |                      | 410                  |                      | 1Cr13                       |
|                      |                      | 420J1                |                      | 2Cr13                       |
| 1.4016               | X6Cr17               | 430                  |                      | 1Cr17                       |
| 1.4118               | X40CrMo15            | 440A                 | S44002               | 8Cr13                       |
| 1.4112               |                      | 440B                 | S44004               | 9Cr13                       |
| 1.4125               |                      | 440C                 | S44003               | 11Cr18                      |
|                      |                      | 440F                 | S44020               |                             |
| 1.4539               | X1NiCrMoCu25-20-5    | 904L                 | N08904               | 00Cr20Ni25Mo4.5Cu           |
| 1.4547               | X1CrNiMoCuN20-18-7   |                      | S31254               |                             |

## 应用
目前，市场上的不锈钢品种超过230种，常使的也有近50种，其中约80%是奥氏体不锈钢（18铬-8镍）的衍生物，20%是由13铬钢演变而成。

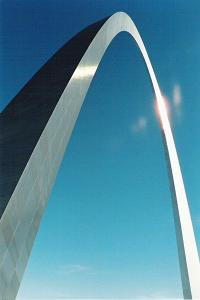
位于密苏里州聖路易斯的杰斐逊国立纪念馆的630英尺高的拱门——地平线的不锈钢包覆层
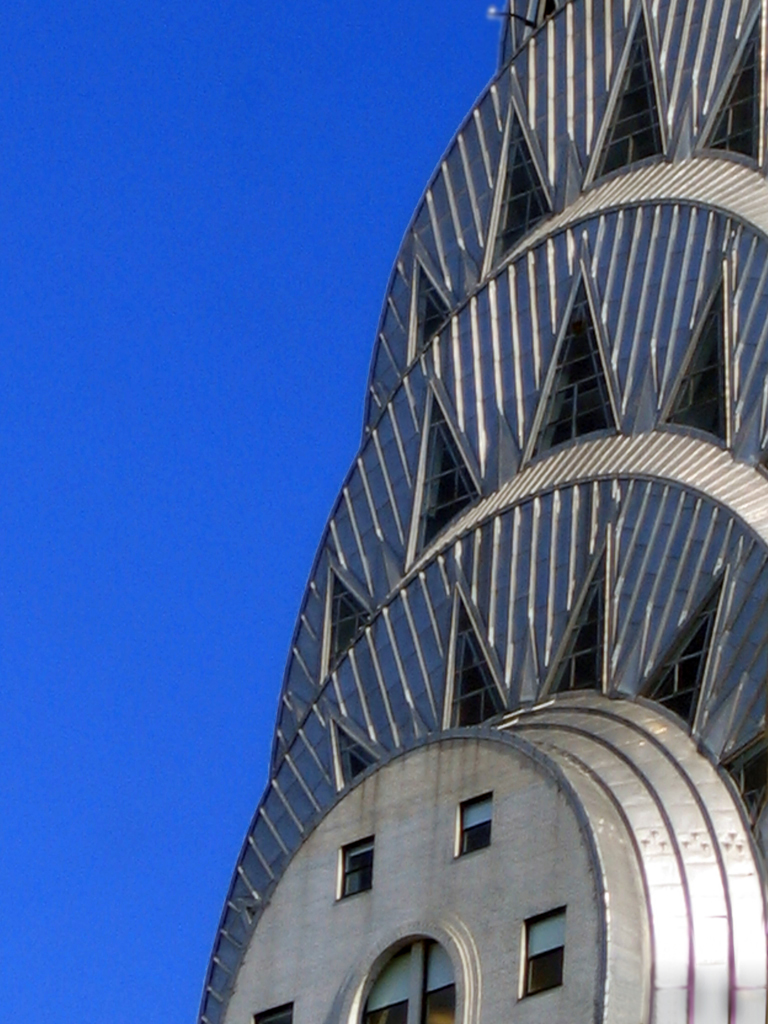
用302不锈钢包覆的纽约克萊斯勒大廈的顶部
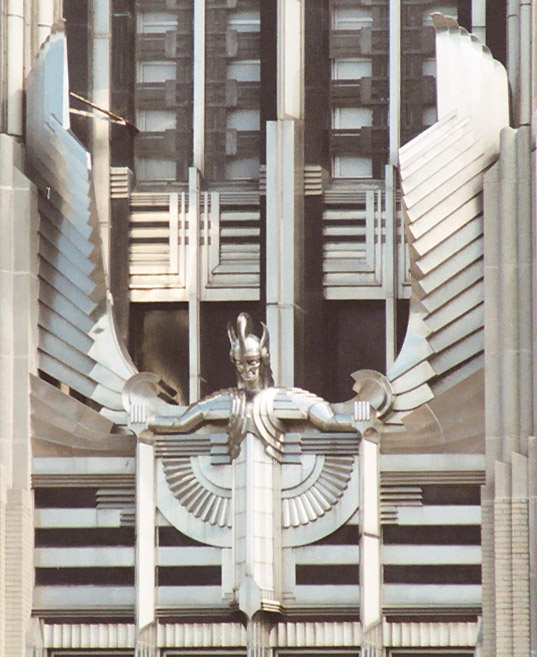
位于纽约州雪城区域的Niagara-Mohawk大厦的一尊艺术雕塑
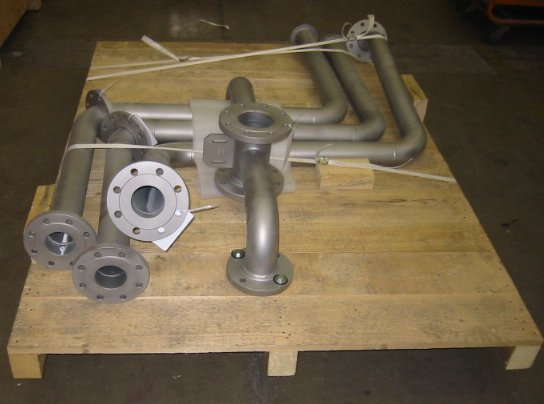
用不锈钢制造的管道和配件

### 健康問題
由於各種類型的不鏽鋼有不同的特性，在長期貼近人體使用，可能對人體產生有害的影響。不锈钢协会联盟委托瑞典皇家工学院对1.4003、1.4016、1.4597(+Cu)、1.4404、1.4301、1.4162等七种不锈钢测试，结果显示金属释放量均未超，可以用于食品接触材料。
2014年5月8日，台灣專家凌永健強調，不鏽鋼湯匙用久後有鏽、刮痕、凹凸不平則莫用，因為有溶出有害物的疑慮。消基會也補充說，雖然錳是人體必須的微量礦物質之一，但若吸收過量，會影響神經系統，引發記憶障礙，甚至是帕金森氏症；部份鎳化合物已被認定是人體致癌物。

## 执行标准
在中国，不锈钢管执行的标准有：GB1220-84、GB4241-84、GB4356-84、GB1270-80、GB12771-91等等。

## 相关
- 表面處理
- 黑色金属
- 铁
- 金属
- 耐候鋼
- SAE钢级